# Отто Френцель
Отто Френцель (нім. Otto Fränzel; 29 квітня 1921, Ешенбах — 7 березня 1994) — німецький офіцер-підводник, оберлейтенант-цур-зее крігсмаріне.

## Біографія
16 вересня 1939 року вступив на флот. З 1 лютого по 5 жовтня 1941 року пройшов курс підводника, після чого був направлений на будівництво підводного човна U-510. З 25 листопада 1941 року — 2-й, з 18 квітня 1943 року — 1-й вахтовий офіцер на U-510, на якому взяв участь у чотирьох походах, під час яких були потоплені 8 кораблів загальною водотоннажністю 47 361 тонну і пошкоджені 8 кораблів (53 289 тонн). 10-30 вересня 1943 року пройшов курс кермування, з 1 жовтня по 14 грудня — курс командира човна. З 15 грудня 1943 року — командир U-903, з 25 квітня 1945 року — U-3011. 3 травня 1945 року наказав затопити човен в рамках операції «Регенбоген». 9 травня 1945 року взятий в полон британськими військами. 14 липня 1945 року звільнений.

## Звання
- Кандидат в офіцери (16 вересня 1939)
- Морський кадет (1 лютого 1940)
- Фенріх-цур-зее (1 липня 1940)
- Оберфенріх-цур-зее (1 липня 1941)
- Лейтенант-цур-зее (1 березня 1942)
- Оберлейтенант-цур-зее (1 жовтня 1943)

## Нагороди
- Залізний хрест
  - 2-го класу (15 вересня 1942)
  - 1-го класу (19 квітня 1943)
- Нагрудний знак підводника (13 грудня 1942)